# Liste senegalesischer Inseln
Dies ist eine Liste der Inseln und Inselgruppen im Staat Senegal.
| Name                 | Namensvarianten                                 | Koordinate            | Bemerkung                                                 |
| -------------------- | ----------------------------------------------- | --------------------- | --------------------------------------------------------- |
| Île de Barbagueye    | Île de Babagueye                                | 15° 58′ N, 016° 30′ W |                                                           |
| Îles de Bettenty     | Îles Betenti, Îles des Betanti, Îles de Betanti | 13° 42′ N, 016° 36′ W | Mangroveninseln im UNESCO-Welterbe Saloum-Delta           |
| Îlots de Bitch       |                                                 | 13° 55′ N, 016° 44′ W | Mangroveninseln im UNESCO-Welterbe Saloum-Delta           |
| Îles aux Boeufs      |                                                 | 13° 40′ N, 016° 38′ W | Vogelparadies im Nationalpark Delta du Saloum             |
| Île de Carabane      | Île de Karabane                                 | 12° 32′ N, 016° 43′ W | Historische Insel im Mündungsgebiet des Flusses Casamance |
| Île du Diable        | Île Aux Caimans                                 | 12° 44′ N, 015° 33′ W |                                                           |
| Îles du Diable       |                                                 | 13° 59′ N, 016° 39′ W |                                                           |
| Île de Diakal        | Île Aux Caimans                                 | 16° 31′ N, 016° 11′ W |                                                           |
| Île de Diamanio      |                                                 | 13° 41′ N, 016° 40′ W | Insel im Nationalpark Delta du Saloum                     |
| Île de Diogue        | Jogue Island                                    | 12° 36′ N, 016° 45′ W |                                                           |
| Île de Diouk         |                                                 | 16° 01′ N, 016° 29′ W |                                                           |
| Île de Fadiouth      |                                                 | 14° 09′ N, 016° 49′ W |                                                           |
| Îles du Gandoul      |                                                 | 13° 56′ N, 016° 38′ W | Inselarchipel im UNESCO-Welterbe Saloum-Delta             |
| Île de la Goelette   | Île de Tine Dine                                | 12° 40′ N, 016° 46′ W |                                                           |
| Île de Goree         |                                                 | 14° 40′ N, 017° 24′ W | Die Sklaveninsel vor dem Hafen von Dakar.                 |
| Île de Guior         | Île de Niodior                                  | 13° 50′ N, 016° 42′ W | Insel im UNESCO-Welterbe Saloum-Delta                     |
| Île de Guissanor     | Île de Guisanor                                 | 13° 57′ N, 016° 44′ W | Insel im UNESCO-Welterbe Saloum-Delta                     |
| Île de Kousmar       | Île de Tine Dine                                | 14° 08′ N, 016° 10′ W |                                                           |
| Loog                 | île du Loog, île de Foundiougne, île de Soum    | 14° 06′ N, 016° 26′ W | Insel im Saloum-Delta                                     |
| Île Lougne           |                                                 | 14° 39′ N, 017° 28′ W |                                                           |
| Îles de la Madeleine | Île des Madeleines, Île aux Serpents            | 14° 39′ N, 017° 28′ W | Geschütztes Vogelparadies                                 |
| Mar Lodj             |                                                 | 14° 03′ N, 016° 40′ W | Insel im Saloum-Delta                                     |
| Île de Marnia        | Île de Mar, Île de Soultouk, Île de Diatanou    | 14° 01′ N, 016° 42′ W |                                                           |
| Île de Mbill         | Île de Bil                                      | 13° 51′ N, 016° 40′ W |                                                           |
| Île à Morfil         |                                                 | 16° 35′ N, 014° 20′ W | Flussinsel im Senegal-Fluss                               |
| Île de Ngor          | Île de N'gor                                    | 14° 45′ N, 017° 31′ W | Ausflugsziel zum Baden und Tauchen aus Dakar.             |
| Île de N'tieng       | Île de Tieng                                    | 16° 18′ N, 016° 22′ W |                                                           |
| Île des Oiseaux      | Île aux Oiseaux                                 | 13° 38′ N, 016° 39′ W | Vogelparadies im Nationalpark Delta du Saloum             |
| Îles aux Oiseaux     |                                                 | 12° 36′ N, 016° 20′ W |                                                           |
| Île Oudioubala       |                                                 | 13° 56′ N, 016° 41′ W | Insel im UNESCO-Welterbe Saloum-Delta                     |
| Île de Poutaké       | Île de Pontake, Île de Poutake                  | 13° 48′ N, 016° 37′ W | Vogelparadies im Nationalpark Delta du Saloum             |
| Île de Roup          |                                                 | 16° 03′ N, 016° 29′ W |                                                           |
| Île de Safal         |                                                 | 15° 57′ N, 016° 30′ W |                                                           |
| Île Saint-Louis      | Île de Saint-Louis                              | 16° 02′ N, 016° 30′ W |                                                           |
| Île de Sal-Sal       | Île de Salsal                                   | 16° 04′ N, 016° 30′ W |                                                           |
| Île de Sohr          | Île de Sor                                      | 16° 00′ N, 016° 29′ W |                                                           |
| Île de Yof           | Île d' Yof                                      | 14° 46′ N, 017° 29′ W |                                                           |